# Polens herrlandslag i vattenpolo
Polens herrlandslag i vattenpolo (polska: Reprezentacja Polski w piłce wodnej mężczyzn) representerar Polen i vattenpolo på herrsidan. Laget har aldrig kvalificerat sig för OS. Det samma gäller VM men i EM-sammanhang debuterade Polen år 1958 och nådde en niondeplats som är landets bästa placering hittills.

## Resultat

### Europamästerskap
- 1958 – 9:e
- 1962 – 11:e
- 1989 – 13:e
- 1991 – 12:e